# Salezjański Wolontariat Misyjny „Młodzi Światu”
Salezjański Wolontariat Misyjny MŁODZI ŚWIATU (SWM) jest wolontariacką organizacją pozarządową o katolickim charakterze, niosącą pomoc w biednych krajach i uczącą o kulturach i problemach globalnych. Od roku 2004 stowarzyszenie znajduje się na liście organizacji pożytku publicznego.

## Misja stowarzyszenia
Misją stowarzyszenia jest ewangelizacja oraz pomoc najbiedniejszym, zwłaszcza dzieciom i młodzieży z krajów trzeciego świata. Organizacja wspiera rodziny i społeczeństwa, w szczególności przez edukację.

## Historia
Salezjański Wolontariat Misyjny MŁODZI ŚWIATU powstał z inspiracji działalnością misjonarzy salezjańskich. Początki stowarzyszenia sięgają 1997 roku, kiedy to w Krakowie zawiązała się pierwsza grupa wolontariuszy, pracująca pod opieką salezjanina, ks. Andrzeja Polichta. SWM Młodzi Światu został zarejestrowany jako stowarzyszenie w lipcu 1999 roku. Na przełomie 1999 i 2000 roku zrealizowano pierwszy zagraniczny projekt, pt. „Afryka 2000” – 10 polskich wolontariuszy wyjechało na placówki misyjne do Kenii i Ugandy. Od tego czasu w ślad za nimi poszło ponad 400 młodych ludzi, pracując w wielu krajach Afryki, Ameryki Południowej, Azji i Europy Wschodniej, głównie jako nauczyciele, lekarze, pedagodzy, opiekunowie, administratorzy, architekci oraz inżynierowie.

## Działalność w Polsce
Działalność stowarzyszenia w kraju obejmuje głównie edukację dzieci i młodzieży, aktywizację społeczną, wolontariat, i promocję chrześcijaństwa poprzez:
- program edukacyjny Adopcja Miłości pomagający biednym dzieciom,
- program Edukacja Globalna, gdzie uczestnicy uczą w szkołach o kłopotach ich biednych cudzoziemskich rówieśników,
- akcję Iskra Miłosierdzia, czyli europejskie wycieczki motocyklowe,
- wystawę Czas Pomóc Innym (w roku 2006) we współpracy z MSZ i ONZ o biednych krajach,
- zbiórki Orawa Dzieciom Afryki czy Tydzień Edukacji Globalnej,
- współpraca z Dariuszem Malejonkiem nad płytą Nieśmiertelni, by wesprzeć ofiary przemocy w Syrii,
- Wioski Świata – Park Edukacji Globalnej, o biedzie na świecie[7],
- akcję Ślub z Misją gdzie nowożeńcy mogą płacić też na misje,
- praktyki studenckie[8].
- współpracę z CitizenGO[9][10] – konserwatywną grupą interesu założoną w Hiszpanii przez katolicką organizację HazteOir[11].

## Działalność za granicą
Ponad 200 misjonarzy wspieranych przez Wolontariat pojechało dotychczas do 43 państw m.in.: w Afryce – Burkina Faso, Burundi, Czad, Etiopia, Ghana, Kenia, Kongo, Lesotho, Liberia, Malawi, Nigeria, Republika Południowej Afryki, Republika Środkowej Afryki, Rwanda, Sierra Leone, Sudan Południowy, Tanzania, Uganda, Wybrzeże Kości Słoniowej, Zambia, Zimbabwe; w Ameryce Południowej – Boliwia, Peru, Wenezuela; w Europie – Litwa, Rosja, Ukraina i Azji – Bangladesz, Mongolia, Pakistan, Palestyna, pomagając w:
- edukacji, która stanowią filar działań stowarzyszenia,
- budowie infrastruktury: szkoły, przychodnie medyczne, studnie,
- ochrona zdrowia, w tym pomoc polskim lekarzom w misyjnych placówkach medycznych,
- pomoc bezdomnym dzieciom – prowadzenie i pomoc w domach dla dzieci ulicy, świetlicach młodzieżowych, obozach wakacyjnych, ośrodkach wychowawczych, w ramach zasad Jana Bosko.